# Sjeptytskyj rajon
Sjeptytskyj rajon (ukrainsk: Шептицький район, tr. Sjeptytskyj rajon) er en rajon i Ukraine.
Sjeptytskyj rajon er en af 7 rajoner i Lviv oblast i det vestlige Ukraine, hvor Sjeptytskyj rajon er beliggende i den nordlige del af oblastet. Rajonen har et areal på 
og et indbyggertal på  indbyggere.

## Eksterne links
- Ingen URL fundet. Vær venlig at angive en URL her eller tilføj en til Wikidata.